# ГЭС Рингселе
ГЭС Рингселе (швед. Ringsele kraftstation) — минигидроэлектростанция в Швеции. Расположена в верхнем течении реки Шеллефтеэльвен, на севере страны.

## История
В 1943 году горнодобывающая компания Boliden AB (швед.) построила гидроэлектростанцию на порогах реки Рингселефорсарна между озёрами Сядваяуре (швед.) и Самселет (швед.) для снабжения электроэнергией рудника Лайсвалль (швед.). В 1953 году Boliden AB получила право на строительство плотины на Сядваяуре на 3,2 м больше по высоте, чем прежняя. В начале 1980-х годов компания Bastusels Kraft AB, совладельцами которой были компании Vattenfall (швед.) и Skellefteå Kraft (швед.), получила разрешение на строительство комбинированной регулирующей гидроэлектростанции, которая должна была вырабатывать в восемь раз больше электроэнергии, чем старая ГЭС Boliden. Новая ГЭС получила название «Сядва» и использовала напорный участок между озёрами Сядваяуре и Виттрескет (швед.). По экологическим соображениям определённый объём сточных вод планировалось сбрасывать в естественный водоток, ведущий в озеро Самселет. Чтобы не допустить бесполезного расхода воды, в туннеле, куда поступал сброс воды с новой станции, был установлен гидроагрегат. В августе 2000 года компания Skellefteå Kraft выкупила долю Vattenfall в ГЭС Рингселе, ГЭС Сядва и нескольких других электростанциях.